# Ángel Comizzo
Ángel David Comizzo Leiva (ur. 27 kwietnia 1962 w Reconquista) – argentyński piłkarz, grający na pozycji bramkarza. Podczas kariery mierzył 185 cm.

## Kariera klubowa
Comizzo był zawodnikiem w młodzieżowej drużynie klubu Racing Reconquista. W 1981 roku opuścił klub i rozpoczął zawodową karierę w klubie Talleres Córdoba. Był zawodnikiem tej drużyny przez sześć lat, do 1988 roku, kiedy to postanowił zmienić barwy klubowe na River Plate. W trakcie sezonu 1990/1991 Comizzo został wypożyczony do Tigres UANL. W 1993 roku opuścił River Plate i wyjechał do Kolumbii, gdzie został zawodnikiem Américi Cali. Jeszcze w tym samym roku odszedł z tego klubu i powrócił do Argentyny. Został wtedy zawodnikiem klubu CA Banfield, dla którego przez trzy lata (do 1996) rozegrał 98 spotkań. Następnym klubem Comizzo był Meksykański Club León, w którym rozegrał 75 meczów. W 1999 roku po raz kolejny zdecydował się na zmianę klubu, jednak pozostał w Meksyku i został zawodnikiem Monarcas Morelia. Zagrał tam 69 razy i w 2001 opuścił klub, powracając do River Plate. Przez dwa lata zagrał 50 razy i w 2003 przeszedł do Atlético Rafaela, gdzie rozegrał 24 mecze i w 2004 zakończył karierę zawodniczą.

## Kariera reprezentacyjna
Comizzo nigdy nie doczekał się występu w reprezentacji Argentyny. Został jednak powołany na Mistrzostwa Świata we Włoszech (1990) za kontuzjowanego w trakcie turnieju Nery Pumpido.

## Kariera trenerska
W 2008 roku Angel Comizzo został trenerem klubu Talleres Córdoba. Następnie wyjechał do Meksyku, gdzie objął funkcję asystenta w Querétaro FC, a w 2010 roku został pierwszym trenerem zespołu.